# Lubbeek
Lubbek – miejscowość i gmina (gemeente) w Belgii, w Regionie Flamandzkim, w prowincji Brabancja Flamandzka, w okręgu Leuven. 1 stycznia 2024 roku liczyła 15 124 mieszkańców, a gęstość jej zaludnienia wyniosła 334 os./km².

## Podział administracyjny
W skład gminy wchodzą trzy dzielnice (deelgemeente):
- Binkom
- Linden
- Pellenberg

## Demografia
Ludność historyczna:
| Rok     | 1995   | 2000   | 2005   | 2010   | 2015   | 2020   | 2021   | 2024   |
| ------- | ------ | ------ | ------ | ------ | ------ | ------ | ------ | ------ |
| Ludność | 13 115 | 13 620 | 13 585 | 13 772 | 14 213 | 14 556 | 14 728 | 15 124 |

Ludność według grup wiekowych:
| Wiek                                    | 0–17 lat | 18–64 lata | 65+ lat |
| --------------------------------------- | -------- | ---------- | ------- |
| Liczba osób w danej grupie wiekowej     | 2831     | 8527       | 3370    |
| Liczba osób w danej grupie wiekowej w % | 19,2%    | 57,9%      | 22,9%   |

Struktura płci:
| Płeć                         | Mężczyźni | Kobiety |
| ---------------------------- | --------- | ------- |
| Liczba osób w danej płci     | 7328      | 7400    |
| Liczba osób w danej płci w % | 49,8%     | 50,2%   |

## Klimat
Klimat jest przybrzeżny. Średnia temperatura wynosi 10 °C. Najcieplejszym miesiącem jest lipiec (19 °C), a najzimniejszym miesiącem jest styczeń (0 °C).